# Hans Bosshard (Fussballspieler)
Hans Bosshard (* 25. Mai 1944) ist ein ehemaliger Schweizer Fussballspieler, der bei den FC Young Fellows Zürich, beim FC Winterthur und bei den BSC Young Boys in der höchsten Schweizer Liga spielte.

## Karriere
Bosshard begann seine Fussballkarriere als Junior des FC Young Fellows Zürich und war Teil von Schweizer Nachwuchsnationalmannschaften. Mit den Zürchern debütierte er beim Saisonabschlussspiel 1962/63 am 6. Juni 1963 gegen den FC Grenchen in der Nationalliga A, wonach YF Zürich in die Nationalliga B abstieg. Mit den Young Fellows spielte er danach zwei Saisons in der Nationalliga B und stieg 1965 wieder in die Nationalliga A auf. Während der zwei Jahre, in denen sich die Young Fellows in der höchsten Spielklasse halten konnten, hatte Bosshard einen Stammplatz und konnte in zwei Saisons 55 Spiele der Schwarz-Roten in der höchsten Spielklasse machen. Gegen Ende der darauffolgenden B-Saison wurde im Mai 1968 ein Wechsel des Rechtsverteidigers zu den Young Boys bereits als fix gemeldet, scheiterte aber schlussendlich an der Transfersumme.
Stattdessen wechselte Bosshard zum Aufsteiger FC Winterthur, wo er als nomineller Ersatz für den zurückgetretenen Fritz Kehl verpflichtet wurde. Während einer Saison spielte Bosshard für die Winterthurer, wo er als Stammspieler 25 Spiele für die Löwen absolvierte und gemäss Bund auch als «bestes Pferd im Stall» bezeichnet wurde.
Die Saison darauf klappte es dann mit dem Wechsel zu den Bernern. Für die Young Boys absolvierte Bosshard, der mit Spitznamen auch «Pöse» genannt wurde, von 1969 bis 1974 während fünf Saisons 114 Spiele und konnte dabei sogar vier Tore für sich verbuchen. Am 1. Juni 1974 bestritt er sein letztes Spiel in der höchsten Spielklasse und trat danach vom Spitzenfussball zurück.
Nach der halbjährigen Reamateurisierungsfrist wurde Bosshard von YB zum Erstligisten FC Bern ausgeliehen, bei denen er noch eineinhalb Jahre in der dritthöchsten Liga spielte. Danach war er während dreier Jahre als Spielertrainer beim SC Burgdorf engagiert und ab Frühling 1980 als Trainer beim FC Heimberg.